# Oramia mackerrowi
Oramia mackerrowi är en spindelart som först beskrevs av Marples 1959.  Oramia mackerrowi ingår i släktet Oramia och familjen trattspindlar.
Artens utbredningsområde är Nya Zeeland. Inga underarter finns listade i Catalogue of Life.